# The No-Tone Project
The No-Tone Project ist ein 2003 gegründetes Dark-Ambient-Projekt.

## Geschichte
Das anonyme aus Achern stammende Ein-Mann-Projekt The No-Tone Project ist seit 2003 aktiv und veröffentlichte neben Alben in Kooperationen mit Unternehmen wie Heimsendir Label, Nulll Records und NOTHingness REcords, eine Reihe Aufnahmen und Produktionen im Selbstverlag, die zum Teil unter einer CC-Lizenz verfügbar sind. Als wiederkehrender Kooperationspartner trat der Labelbetreiber und Musiker Stijn van Cauter, der sich neben dem Verlag von Veröffentlichungen über Nulll Records als Gastsänger auf dem Album The Final Boundaries I - Mind einbrachte, auf. Eigenen Angaben folgend trat das Projekt einmalig live in Erscheinung.
The No-Tone Project wurde 2010 für beendet erklärt. Posthum sollte das Projekt mit den beiden The Final Boundaries benannten Alben ein Abschluss gesetzt werden. Im Jahr 2012 eröffnete The No-Tone Project die eigene Reaktivierung, aufgrund neuen Equipments, dass das persönliche Interesse an dem Projekt erneut weckte. Nach der Wiederaufnahme der Projektes folgen ausschließlich Veröffentlichungen als Musikdownload.

## Stil
Das Projekt benennt den eigenen Stil als Drone Dark Ambient und Space Ambient. Für das heimsendir Label wird die Musik als minimalistischer Drone Ambient beschrieben. Die Label Nulll Records und NOTHingness REcords verweisen hinzukommend auf einen experimentellen Klang mit stetiger Nähe zum Noise.
Für die meist reduzierte, Klangflächen arrangierende Instrumentalmusik nutzt The No-Tone Project Synthesizer der Yamaha Corporation, Bassgitarre, Mikrofon, Field-Recording und diversen Lärm, Gitarren, Violinbogen und Violine, Effektpedale, eine Delay/Reverb-Station und einen Computer.

## Diskografie
- 2003: The Supernova Demonstration (Album, Selbstverlag)
- 2003: Black & White (Album, Selbstverlag)
- 2003: Gravity of Moon (Album, Nulll Records)
- 2003: Moon of Gravity (Album, Selbstverlag)
- 2004: Sleep (Album, Selbstverlag)
- 2004: NightTime (Album, NOTHingness REcords)
- 2006: NightTime (Remixed) (Remix-Album, Heimsendir Label)
- 2008: Wheel Of Knowledge/The No-Tone Project (Split-Album mit Wheel Of Knowledge, Nulll Records)
- 2011: The Final Boundaries I - Mind (Album, Selbstverlag)
- 2011: The Final Boundaries II - Space (Album, Selbstverlag)
- 2014: New Age (Album, Heimsendir Label)
- 2018: Trial of Ra (Single, Selbstverlag)
- 2019: Eta Carinae (Album, Selbstverlag)